# Tell al-Daman
Tell al-Daman (tiếng Ả Rập: تل الضمان) là một ngôi làng Syria nằm ở quận Mount Simeon, Aleppo. Theo Cục Thống kê Trung ương Syria (CBS), Tell al-Daman có dân số 872 trong cuộc điều tra dân số năm 2004.